# Wiener Hauptzollamt
Das Wiener Hauptzollamt wurde im Zeitraum von 1840 bis 1844 errichtet und befand sich in der heutigen Hinteren Zollamtstraße 4 im 3. Wiener Gemeindebezirk. Es war zu jener Zeit das größte seiner Art in Wien und beherbergte neben dem k.k. Hauptzollamt noch die k.k. Cameral-Gefällen-Verwaltung und das k.k. Central-Bücher-Revisionsamt.  In unmittelbarer Nähe befindet sich der Bahnhof Wien Mitte, der zur Entstehungszeit bis zur Umbenennung 1961 als „Bahnhof Hauptzollamt“ auf die unmittelbare Verbindung der beiden Areale hinwies. Nach der völligen Zerstörung im Zweiten Weltkrieg wurden Gelände und Gebäudereste abgetragen. An dieser Stelle wurde das Gebäude des Bundesrechenzentrums errichtet. 2005 übersiedelte das Wiener Zollamt in die Brehmstraße 14 im 11. Wiener Gemeindebezirk.

## Geschichte

### Entstehungszeit
Bis zur Errichtung des Wiener Hauptzollamts befand sich das Zollamt am Wiener Fleischmarkt im Hauptmautgebäude. Auf Grund neuer Anforderungen wurde der Bau eines eigenen Gebäudes am damaligen Hafen des Wiener Neustädter Kanals (1848 wurde der Hafen auf das Gebiet des Aspangbahnhofs übersiedelt) beschlossen. Dieses wurde nach den Plänen Paul Sprengers zwischen 1840 und 1844 durch die Stadtbaumeister Adolf Korompay und Leopold Mayr errichtet, und 1902 restauriert. Der Bau gestaltete sich auf Grund der Lage schwierig. Ab 1848 wurde mit dem Bau des Bahnhofs Hauptzollamt als Bahnhof der Verbindungsbahn zwischen Nordbahn, Westbahn und Südbahn begonnen und am 2. September 1860 nahm diese Verbindungsbahn durchgehenden Betrieb auf.

### Zweiter Weltkrieg und Nachkriegszeit
Im Laufe des Zweiten Weltkrieges wurde das Hauptgebäude des Hauptzollamtes fast zur Gänze zerstört. Da auf dem Gelände des Hauptzollamtes zwischen 1969 und 1974 ein Gebäude für das Bundesrechenamt nach Plänen von Walter Lackner errichtet wurde, bezog das Zollamt ab den 1970er Jahren bis zum Jahr 2005 einen Gebäudekomplex in der Schnirchgasse 9, im 3. Wiener Bezirk. Dieses neue Zollamts-Gebäude wurde zwischen 1970 und 1976 nach Plänen von Zoltan Egyed (Baufirma Hugo Durst) erbaut. Der in seinem höchsten Abschnitt 17-geschoßige, schachtelförmig gestaltete Bau bildete eine Barriere zwischen dem dritten Bezirk und dem Donaukanal, im Sommer 2016 wurde mit dem Abbruch dieses Gebäudes begonnen, das drei Türmen zu Büro- und Wohnzwecken weichen soll.

## Aufgaben
Im Gebäude des Hauptzollamtes wurden vor allem Auslandsgüter, Gewerbeprodukte wie Web- oder Krämereiprodukte, sowie nach Anweisung Gepäck von Reisenden verzollt. Andere Güter oder zu kleine Mengen wurden direkt bei den Linienämtern verzollt.

## Benachbarte Gebäude

### Bahnhof Hauptzollamt

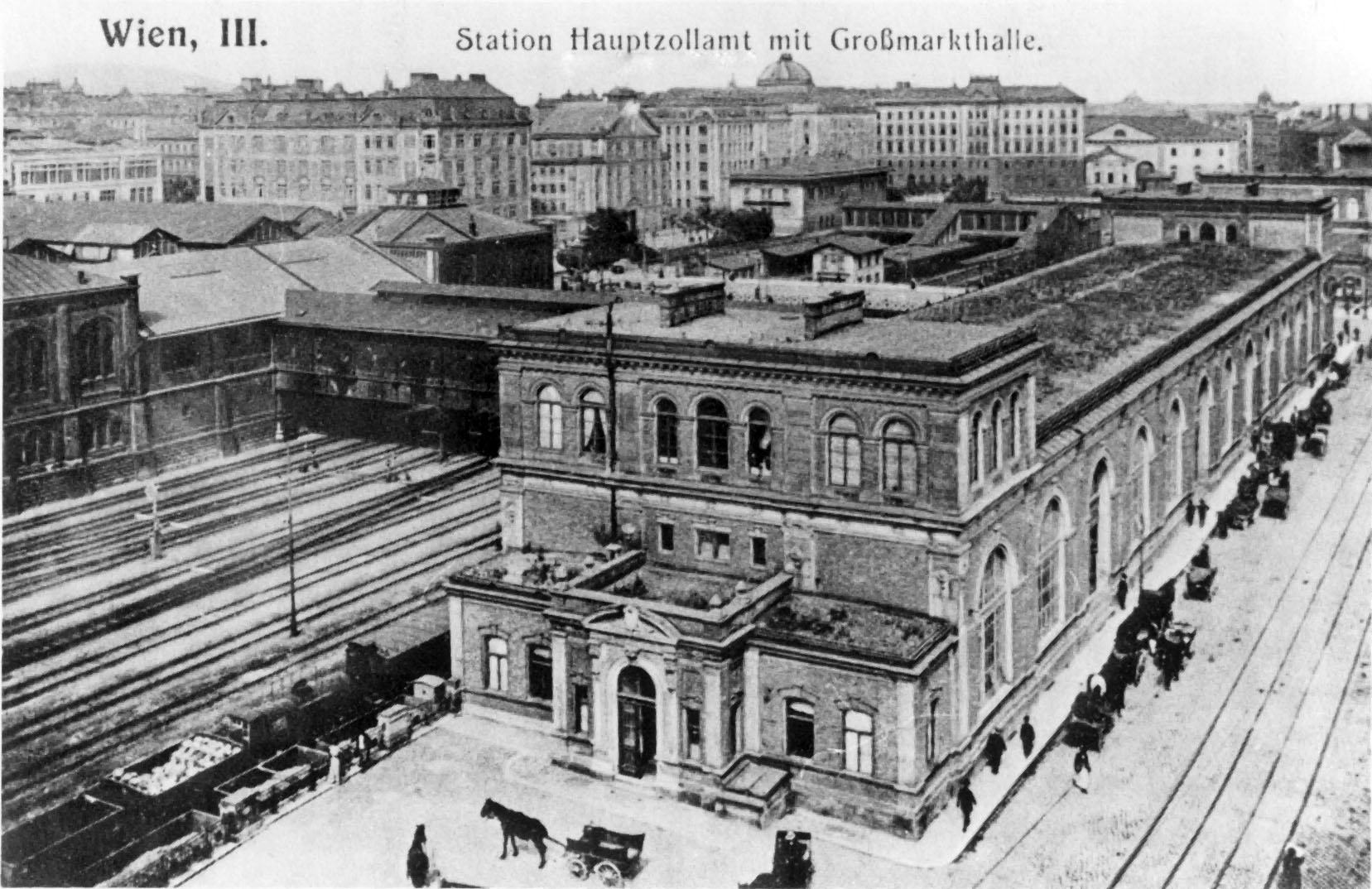
Ansicht des Bahnhofsgeländes sowie der angrenzenden Markthalle um 1905

Im Jahre 1848 begann man mit dem Bau eines Güterbahnhofes („Hauptzollamt“) im trockengelegten Hafenbecken. Damit wollte man Lebensmittel leichter in die Stadt transportieren, vor allem, weil sich in der Nähe die neu errichteten Markthallen befanden. Der Name des Bahnhofes bezog sich dabei auf das nahegelegene Gebäude des Hauptzollamtes. Seit 1901 war er mit einer von Otto Wagner errichteten Stadtbahnstation verbunden. Der Bau wies nach dem Zweiten Weltkrieg keine bedeutenden Kriegsschäden auf, dennoch beschloss die Gemeinde Wien 1959 seinen Abbruch und Neubau. Der Bahnhof wurde somit in den 1960er Jahren neu errichtet, zwischen 2007 und 2012 folgte der dritte Bau an dieser Stelle. Im Jahr 1962 wurde er auf Landstraße umbenannt; seit 1975 trägt er den Namen Bahnhof Wien Mitte.

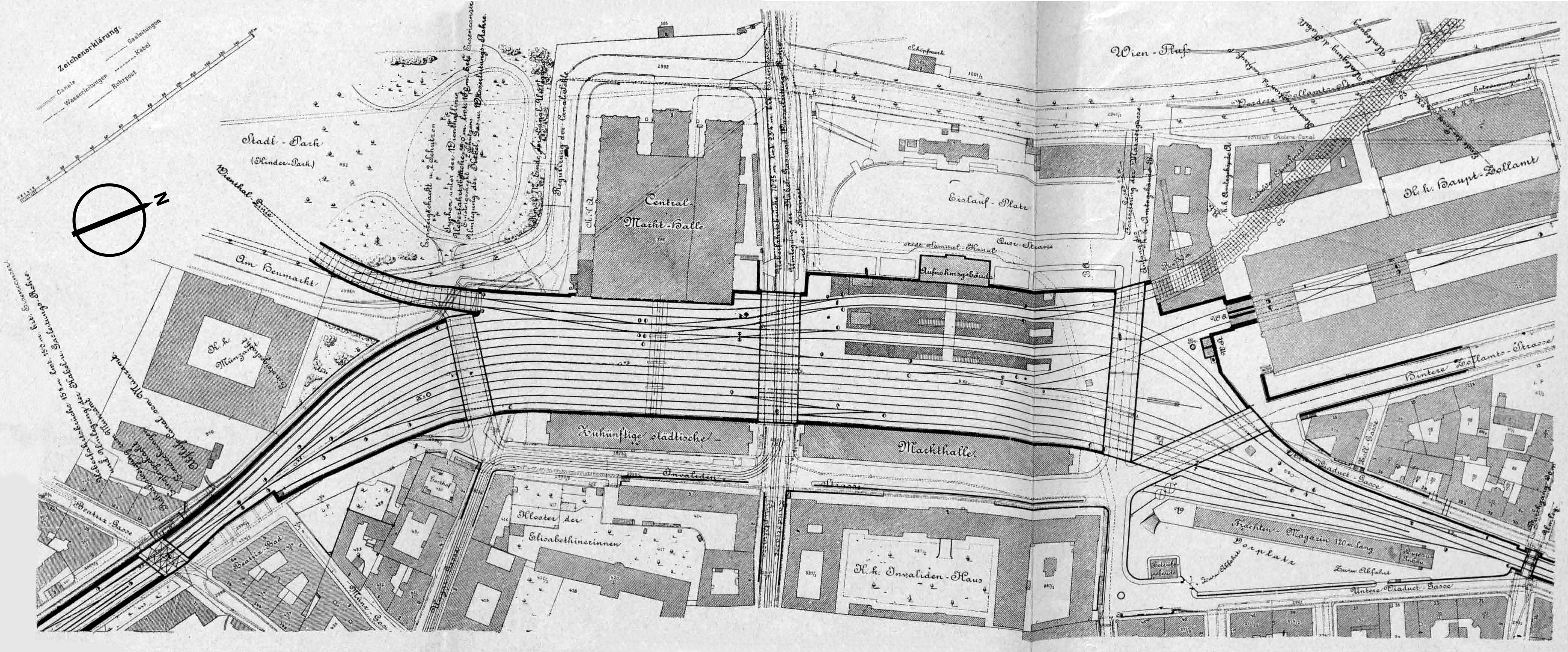
Lageplan des Hauptzollamtes und dazugehörigem Bahnhofsgelände der Wiener Stadtbahn 1899

### Markthallen
In der Nähe des Hauptzollamtes und des Bahnhofes entstanden Anfang des 20. Jahrhunderts zwei neue Markthallen an Stelle der Großmarkthalle in der Vorderen Zollamtsstraße 17. Die „Neue Fleischhalle“ und die „Viktualienhalle“ waren einander spiegelbildlich angeordnet und bestanden bis in die 1970er bzw. 1980er Jahre. Während die „Neue Fleischhalle“ komplett abgerissen wurde, entstand an Stelle der „Viktualienhalle“ der „Landstraßer Markt“, der seinerseits allerdings ebenfalls aufgelöst wurde – Bemühungen um eine Wiedererrichtung des Marktes blieben dabei erfolglos.